# Midden-Andaman
Midden-Andaman is het centrale eiland van de Indiase eilandengroep de Andamanen. Samen met Noord-Andaman vormt het een van de drie districten van het unieterritorium de Andamanen en Nicobaren.
Het eiland heeft een oppervlakte van 1536 km² en is daarmee het grootste eiland van India. De bevolking bestaat voornamelijk uit de Jarawa, een groep die behoort tot de Andamanezen.
Het was een van de eilanden getroffen door de tsunami van 2004.